# 토마시 칼라스
토마시 칼라스(체코어: Tomáš Kalas , 1993년 5월 15일 ~ )는 체코의 축구 선수로 현재 독일 2. 분데스리가의 샬케 04에서 수비수로 활동 중이다.

## 선수 경력

### 클럽
2009년 시그마 올로모우츠에서 데뷔하여 2010년 약 71억원의 이적료에 잉글랜드 프리미어리그의 첼시 FC로 이적 후 2군에서는 프리미어 리저브 리그 2010-11 시즌 우승을 이뤄냈지만 1군에서는 쟁쟁한 선수들과의 주전 경쟁에서 밀려나면서 2010-11 시즌 도중 고향팀인 시그마 올로모우츠로 임대 이적 후 리그 4위, 체코컵 준우승에 힘을 실어주었다.
그 후 2011-12 시즌을 앞두고 네덜란드 에레디비시의 SBV 피테서로 임대 이적하여 2012-13 시즌까지 공식전 76경기에 출전하며 2012-13년 UEFA 유로파리그 3라운드 진출을 도왔고 이후 첼시로 돌아왔으나 공식전 4경기 출장에 그친 채 2014-15 시즌을 앞두고 독일 분데스리가의 FC 쾰른으로 임대 이적했지만 단 1경기도 출전하지 못한 채 쾰른과의 임대 계약을 해지했다.
그리고 잉글랜드 2부 리그의 미들즈브러 FC로 임대 이적 후 2015-16 시즌까지 공식전 47경기에 출전하며 2014-15 시즌 리그 4위, 2015-16 시즌 리그 준우승 및 차기 시즌 1부 리그 승격에 기여했고 이후 풀럼 FC에서도 공식전 76경기에 출전하면서 2017-18 2부 리그 3위 및 차기 시즌 1부 리그 승격에 큰 공을 세웠다.
2017-18 시즌 종료 후 브리스틀 시티로 임대 이적하여 2018-19 시즌 공식전 41경기에 출전했고 이후 109억원의 이적료에 브리스틀 시티로 완전 이적하며 155경기에 출전했다.
2023년 8월 26일 브리스틀 시티와 계약 만료 후 FC 샬케 04에 입단했다.

### 국가대표팀
체코 U-19 대표팀의 일원으로 2011년 UEFA U-19 축구 선수권 대회 5경기에 모두 출전했고 특히 세르비아와의 4강전에서 득점을 기록하며 팀을 준우승으로 이끌었다.
이후 체코 U-21 대표팀 소속으로 자국에서 열린 2015년 UEFA U-21 축구 선수권 대회에 출전하여 세르비아와의 A조 조별리그 2차전에서 4-0 대승을 거두었음에도 불구하고 덴마크와 독일에 밀려 4강 진출 및 2016년 하계 올림픽 본선행이 좌절되었다.
그리고 이에 앞서 2012년 11월 14일 홈에서 열린 슬로바키아와의 친선 경기에서 체코 성인대표팀 소속으로 국제 A매치 데뷔전을 치렀고 중국과의 2018년 차이나컵 3·4위전에서 A매치 데뷔골을 신고했다.
이후 코로나19 범유행으로 1년 연기된 UEFA 유로 2020 본선 26인 엔트리에 합류한 뒤 5경기에 모두 선발로 출전하며 UEFA 유로 2012 8강 이후 9년만의 유로 대회 8강 진출에 이바지했다.

## 수상
시그마 올로모우츠
- 1. 체스카 포트발로바 리가 : 4위 (2010-11)
- 체코컵 : 준우승 (2010-11)

 첼시 FC (2군)
- 프리미어 리저브 리그 : 우승 (2010-11)

 미들즈브러 FC
- EFL 챔피언십 : 준우승 (2015-16)

 풀럼 FC
- EFL 챔피언십 : 3위 (2017-18)

### 국가대표팀
체코 U-19
- UEFA U-19 축구 선수권 대회 : 준우승 (2011)